# ادی دان
اِدی دان (انگلیسی: Eddie Dunn؛ ‏ ۳۱ مارس ۱۸۹۶ – ۵ مهٔ ۱۹۵۱) بازیگر اهل ایالات متحده آمریکا بود.
از فیلم‌هایی که وی در آن نقش داشته‌است، می‌توان به دیکتاتور بزرگ، زندان، کنتاکی، جمعه سیاه، راه شیری، چشمان مرد مرده، مصائب شیطان، یک افتضاح حسابی، من و رفیقم، ما را ببخشید، گشت نیمه‌شب، هیچ‌چیز بجز دردسر و زنبور سبز دوباره حمله می‌کند! اشاره کرد.